# Amarnas
Amarnas (em árabe: أمرناس), também escrita como Amernas, é uma comuna localizada na província de Sidi Bel Abbès, Argélia. De acordo com o censo de 2008, a população total da cidade era de 11 293 habitantes.